# Topaz Gala depe
Topaz Gala depe – stanowisko archeologiczne z wczesnej epoki żelaza (okres Jaz II) w południowym Turkmenistanie, w oazie Serachs, badane od 2009 roku przez Polską Misję Archeologiczną Instytutu Archeologii Uniwersytetu Warszawskiego pod kierunkiem Marcina Wagnera w ramach grantu badawczego NCN i MNiSW nr N N109 093439.
To niewielkich rozmiarów wzgórze (turkm. depe) znajduje się w odległości ok. 12 km na północny wschód od współczesnego miasta Serachs, przy drodze prowadzącej do Merwu. Otoczone jest ono przez dwie odnogi kanału Kiči Aga, który nawadnia tę część oazy.
Na stanowisku tym zostały odsłonięte pozostałości starożytnej świątyni ognia, zbudowanej z prostokątnej cegły suszonej, datowanej na IX-VIII w. p.n.e. Główne pomieszczenie świątynne zostało założone na planie prostokąta z 3 parami poprzecznych murków, pomiędzy którymi ustawione były filary. W środkowej części znajdował się gliniany okrągły ołtarz ognia otoczony niewysokim ceglanym murkiem. Na wschód od niego znajdował się niewysoki postument, zapewne wykorzystywany podczas sprawowanych ceremonii kultowych. W jednym z narożników ustawione było duże naczynie zasobowe, do którego wrzucano gorące popioły z ołtarza. Na wschód od głównego pomieszczenia archeolodzy odkryli jeszcze trzy mniejsze pomieszczenia. Całość otoczona była murem wzmocnionym półokrągłymi basztami.
Zapewne świątynia ta pochodzi z początków formowania się kultu zoroastryjskiego. Podobną świątynię odsłoniła misja rosyjska pod kierunkiem prof. Viktora Sarianidiego w latach 70. XX w. w północnym Afganistanie na stanowisku Tillya tepe.